# Clorpropamida
La clorpropamida es un medicamento de la clase de sulfonilureas de primera generación utilizada como antidiabético en pacientes con diabetes mellitus tipo 2, en particular en las personas cuya diabetes no puede ser controlada solo por el régimen dietético.
Debido a que la clorpropamida tiene una vida media y tiempo de acción prolongados, su efecto adverso principal es la hipoglicemia, aunque posee otras reacciones adversas que hacen que no sea un fármaco muy recetado por los profesionales de la salud.